# シリアーノ
シリアーノ（イタリア語: Scigliano）は、イタリア共和国カラブリア州コゼンツァ県にある、人口約1,200人の基礎自治体（コムーネ）。

## 地理

### 位置・広がり

#### 隣接コムーネ
隣接するコムーネは以下の通り。
- アルティーリア
- カルパンツァーノ
- コロージミ
- ペディヴィリアーノ

## 行政

### 分離集落
シリアーノには、以下の分離集落（フラツィオーネ）がある。
- Agrifoglio, Calvisi, Celsita, Cupani, Diano, Lupia, Petrisi, Serra, Traversa